# 英氏平肩光魚
英氏平肩光魚，為管肩魚科的其中一種，為深海魚類，分布於東大西洋幾內亞灣與安哥拉海域，深度100-1500公尺，體長可達24公分，棲息在中層水域，生活習性不明。

## 扩展阅读
維基物種上的相關：英氏平肩光魚